# NGC 829
NGC 829 ist eine Balken-Spiralgalaxie vom Hubble-Typ SBc im Sternbild Walfisch am Himmelsäquator. Sie ist schätzungsweise 182 Millionen Lichtjahre von der Milchstraße entfernt und hat einen Durchmesser von etwa 60.000 Lichtjahren.

Im gleichen Himmelsareal befinden sich u.a die Galaxien NGC 830, NGC 842, IC 206, IC 209.
Das Objekt wurde von dem deutsch-dänischen Astronomen Heinrich d’Arrest am 23. September 1828 mithilfe eines 28-cm-Teleskops entdeckt.